# Discografia di Gigliola Cinquetti
Questa voce elenca l'intera discografia in Italia e fuori da essa di Gigliola Cinquetti dal 1963 ad oggi. I dischi di Gigliola sono stati pubblicati in 120 paesi del mondo, tra cui Austria, Spagna, Portogallo, Svizzera, Francia, Grecia, Turchia, Jugoslavia, Paesi Bassi, Regno Unito, Stati Uniti d'America, Brasile, Argentina, Messico, Perù, Uruguay. in totale, ha venduto più di 15 milioni di dischi in tutto il mondo
Consistono per il mercato italiano, in 21 album, di cui uno live, un EP, 53 singoli, e 18 raccolte, e 13 album, di cui uno live, e 16 raccolte per il mercato estero.
L'artista è tra le poche cantanti italiane (le altre sono Rita Pavone, Ivana Spagna, Sabrina Salerno, Raffaella Carrà, Alexia, Gala, Moony e Neja), ad essere entrate in classifica in Gran Bretagna.

## Album in studio
- 1964 - Gigliola Cinquetti (CGD, FG 5012)
- 1967 - La rosa nera (CGD - Serie Smeraldo, POP 36)
- 1967 - Gigliola per i più piccini (CGD, FG 5036)
- 1968 - Gigliola Cinquetti e il trio Los Panchos in Messico (CBS, 65601, Distribuzione italiana dell'album "Gigliola Cinquetti y Los Panchos")
- 1969 - Il treno dell'amore (CGD - Serie Smeraldo, POP 75)
- 1971 - Cantando con gli amici (CGD, FGL 5086)
- 1971 - ...e io le canto così (CGD, FGL 5094, stampato con copertine diverse e stesso numero di catalogo)
- 1972 - Su e giù per le montagne (CGD, FGL 5114)
- 1973 - Stasera ballo liscio (CGD, 69044)
- 1974 - Gigliola Cinquetti (CGD, 69068)
- 1975 - Il meglio di Gigliola Cinquetti (CGD 69126)
- 1975 - Gigliola e la banda (CGD, 69194)
- 1978 - Pensieri di donna (CGD, 20050)
- 1982 - Il Portoballo (CGD, 20336)
- 1991 - Tuttintorno (Dischi Ricordi, SMRL 6437, stampato due volte con artwork diversi e nel 1997 con il titolo Prima del temporale (PULL/FUEGO FCD 2126, con ordine delle tracce e titolo diversi)
- 1995 - Giovane vecchio cuore (Mercury Records, 526 832-2, stampato tre volte con artwork diversi)
- 2015 - 20.12  (Lela S.r.l., 1/2016)

## Album dal vivo
- 1973 - Recital in Japan (Seven Seas – GP-308, solo per il mercato giapponese, stampato in Italia su musicassetta col titolo Gigliola Cinquetti in Giappone)
- 1996 - Live in Tokio (NAR)

## Raccolte
- 1976 - Ritratto di Gigliola Cinquetti (CGD- Serie Record Bazar - RB 4)
- 1976 - Addio mia bella, addio (CGD - Serie Record Bazar -  RB 57)
- 1976 - La Smortina (CGD - Serie Record Bazar - RB 99)
- 1977 - Giro del mondo in dodici canzoni (CGD- Serie Record Bazar -  RB 134)
- 1980 - I grandi successi di Gigliola Cinquetti (RIFI - Penny Oro - RPO 72020)
- 1983 - Non ho l'eta' (CGD - Serie musicA - LSM 1041)
- 1983 - Alle porte del sole (CGD - Serie musicA - LSM 1042)
- 1983 - Cantando con gli amici (CGD - Serie musicA - LSM 1043)
- 1984 - Stasera ballo liscio (CGD - Serie musicA - LSM 1045)
- 1987 - Gigliola Cinquetti - Cofanetto 3 album (CGD - Serie musiA - 3LSM 2014)
- 1989 - ...E inoltre ciao (WEA - 244906 - 1) (Uscito in versione album 33 giri e CD)
- 1994 - Luna nel blu... con amore (FREMUS 559, raccolta con brani live)
- 1995 - Il meglio di Gigliola Cinquetti (Joker CD 10149, antologia del periodo CGD)
- 1999 - Il meglio (MR MUSIC 4186, raccolta con tre inediti)
- 2004 - Collezione privata (MR MUSIC 4186, raccolta di 3 CD con tre inediti e brani live)

## EP
- 1964 - Le mie poesie preferite (Istituto Internazionale del Disco, FL 0102)

## Musicassette
Raccolte e album pubblicati solo su musicassetta e Stereo 8, contenenti inediti e versioni italiane di album pubblicati all'estero.
- 1972 - I vari volti di Gigliola Cinquetti (CGD, 65599, Raccolta con due inediti: "Le bateau mouche", incisa per il mercato francese, e "Un giorno dopo l'altro" , cover di Luigi Tenco)
- 1973 - Gigliola Cinquetti in Messico (CGD, 65601, versione italiana dell'album "Gigliola Cinquetti y Los Panchos")
- 1974 - Gigliola Cinquetti in Giappone (CGD,65600), registrazione dal vivo del concerto tenuto alla Kosei Nenshin Hall di Tokyo il 13 ottobre 1972)
- 1974 - Gigliola Cinquetti in Francia (CGD, 65602, edizione italiana dell'album francese "Fidelement votre")

## Singoli

### 45 giri
- 1963 - Penso alle cose perdute/Quando vedo che tutti si amano (CGD, N 9474)
- 1964 - Non ho l'età (Per amarti)/Sei un bravo ragazzo (CGD, N 9486)
- 1964 - Je suis à toi/Sei un bravo ragazzo (CGD, N 9497)
- 1964 - Il primo bacio che darò/Non è niente, lasciami stare (CGD, N 9499)
- 1964 - Prima o poi telefonerai/Quando passo il ponte con te (CGD, N 9509)
- 1964 - Caro come te/Barbablu (CGD, N 9510)
- 1964 - Sui scalini dell'arena/Se a Verona ghe fusse el mar (CGD, N 9511)
- 1964 - L'appuntamento/Tutte meno una/L'amore viene e va (CGD, N 9514; disco tris, brano 1 cantato da Johnny Dorelli, brano due dalla Cinquetti e brano 3 insieme)
- 1964 - Napoli fortuna mia/Anema e core (CGD, N 9522)
- 1965 - Ho bisogno di vederti/Grazie amore (CGD, N 9532)
- 1965 - Uno di voi/Un ragazzo più triste degli altri (CGD 9550)
- 1965 - Un bel posto/Sfiorisci bel fiore/Mille anni (CGD, N 9584)
- 1966 - Dio, come ti amo/Vuoi (CGD, N 9605)
- 1966 - La boheme/Tu non potrai mai più tornare a casa (CGD, N 9623)
- 1966 - Cinque son le dita/Testa di rapa/Hai imparato da me (CGD, N 9635; disco tris)
- 1966 - Dommage dommage (peccato)/L'usignolo (CGD, N 9638)
- 1967 - Una storia d'amore/Quando io sarò partita (CGD, N 9654)
- 1967 - La rosa nera/Ho il cuore tenero (CGD, N 9661)
- 1967 - Piccola città/Millie (CGD, N 9664)
- 1968 - Sera/Se deciderai (CGD, N 9676)
- 1968 - Giuseppe in Pennsylvania/Come una foglia (CGD, N 9681)
- 1968 - Quelli erano i giorni/Volano le rondini (CGD, N 9692)
- 1969 - La pioggia/Zero in amore (CGD, N 9706)
- 1969 - Il treno dell'amore/Lo specchio (CGD, N 9716)
- 1969 - Liverpool/L'aeroplano (CGD, N 9738)
- 1970 - Romantico blues/Ti amo lo stesso (CGD, N 9765)
- 1970 - Solo un momento d'amore/Oggi è festa (CGD, N 9786)
- 1970 - Il Condor/Lady d'Arbanville (CGD, N 9811)
- 1971 - La domenica andando alla messa/La pastora (CGD, N 9824)
- 1971 - Sciur padrun da li beli braghi bianchi/La pastora (CGD, 102)
- 1971 - Rose nel buio/Quando morire era un piacere (CGD, 105)
- 1971 - Sciur padrun da li beli braghi bianchi/Amor dammi quel fazzolettino (CGD, 116)
- 1971 - Amarti e poi morire/Tardi (CGD, 134)
- 1971 - Qui comando io/La bella Gigogin (CGD, 140)
- 1971 - Canta bambino/Montagnes valdotaines (CGD, 142)
- 1972 - Gira l'amore (Caro bebè)/Fatalità (CGD, 7847)
- 1972 - Tu balli sul mio cuore/Un'altra donna un'altra canzone (CGD, 8377)
- 1972 - Stasera io vorrei sentir la ninna nanna/Il primo giorno si può morire (CGD, 1104)
- 1973 - Mistero/Non battere cuore mio (CGD, 1306)
- 1973 - La spagnola/Tango delle capinere (CGD, 1789)
- 1973 - Alle porte del sole/Mister Chipp (CGD, 1988)
- 1974 - Sì/Il pappagallo verde (CGD, 2247)
- 1974 - L'edera/Ti dico addio (CGD, 2694)
- 1975 - Bravo/Perdere per perdere (CGD, 3537)
- 1976 - Di chi sarò, di chi sarai/Amore aiutami (CGD, 4501)
- 1977 - Un momento fa/Lasciarsi d'inverno (CGD, 4980)
- 1978 - O que sera (Fior di pelle)/Fruta flor matutina (Tu sei di me) (CGD, 10074)
- 1978 - Ma chi l'avrà inventato quest'uomo/Sono un robot (CGD, 10112)
- 1982 - Bella questa Italia/Gli sfrattati (CGD, 10362)
- 1985 - Chiamalo amore/Telecomando (Baby Records, BR 50334)
- 1986 - Una donna distante/Una donna distante (strumentale) (Baby Records)
- 1989 - Ciao/Ciao (versione mix) (Carisch, STCA 15019)

### CD singoli
- 1995 - Giovane vecchio cuore (Mercury Records, 5002-140)

### Singoli digitali
- 2013 - Leggerezza (feat. Costantino Teodori)
- 2015 - Lacrima in un oceano

## Discografia fuori dall'Italia

### Album
- 1967 - Dio come ti amo (RGE Discos – XRLP-6, 191, pubblicato in Brasile)
- 1968 - Gigliola Cinquetti Y Los Panchos (CBS, S 63404, pubblicato in Messico)
- 1969 - Gigliola Cinquetti (Electrecord, EDD 1234; pubblicato in Romania)
- 1973 - Recital In Japan (Seven Seas, GP-308; pubblicato in Giappone)
- 1974 - A Las Puertas Del Cielo (CBS, S 80209; pubblicato in Spagna)
- 1974 - L'Orage (Mr. Pickwick, MPD 216; pubblicato in Francia)
- 1974 - Bonjour Paris (CGD, 65978, pubblicato in Italia, Japan, Korea I Argentina* ,* senza la música que c'est triste Venise)
- 1974 - Auf Der Strasse Der Sonne (CBS, 80238; pubblicato nei Paesi Bassi
- 1974 - Go (Before You Break My Heart) (CBS, 80295; pubblicato in Gran Bretagna e Paesi Bassi)

## Partecipazioni al Festival di Sanremo
- Festival di Sanremo 1964 - Non ho l'età (Per amarti) - in coppia con Patricia Carli - 1º posto
- Festival di Sanremo 1965 - Ho bisogno di vederti - in coppia con Connie Francis - 2º posto
- Festival di Sanremo 1966 - Dio come ti amo - in coppia con Domenico Modugno - 1º posto
- Festival di Sanremo 1968 - Sera - in coppia con Giuliana Valci - 8º posto
- Festival di Sanremo 1969 - La pioggia - in coppia con France Gall - 6º posto
- Festival di Sanremo 1970 - Romantico blues - in coppia con Bobby Solo - 6º posto
- Festival di Sanremo 1971 - Rose nel buio - in coppia con Ray Conniff - 9º posto
- Festival di Sanremo 1972 - Gira l'amore (Caro bebè) - 9º posto
- Festival di Sanremo 1973 - Mistero - Non finalista
- Festival di Sanremo 1985 - Chiamalo amore - 3º posto
- Festival di Sanremo 1989 - Ciao - 18º posto
- Festival di Sanremo 1995 - Giovane vecchio cuore - 14º posto

## Partecipazioni a Un disco per l'estate
- Un disco per l'estate 1967 - La rosa nera - 2º posto
- Un disco per l'estate 1968 - Giuseppe in Pennsylvania - 12º posto
- Un disco per l'estate 1969 - Il treno dell'amore - 8º posto

## Partecipazioni a Canzonissima
- Napoli contro tutti (1964) - Non ho l'età / Anema e core
- Scala reale (1966) - Dommage Dommage
- Partitissima (1967) - Piccola città
- Canzonissima 1968 - La rosa nera / Quelli eran giorni
- Canzonissima 1970 - Il condor / La domenica andando alla messa
- Canzonissima 1971 - Qui comando io / La domenica andando alla messa / Canta bambino
- Canzonissima 1972 - Tu balli sul mio cuore / La domenica andando alla messa / Anema e core / La bohème / Stasera vorrei sentir la ninna nanna
- Canzonissima 1973 - Il tango delle capinere / La Spagnola / Alle porte del sole
- Canzonissima 1974 - L'Edera / Non andare via